# Richard Gustafsson
Richard Alfred Gustafsson, född 11 augusti 1840 i Hedvig Eleonora församling i Stockholm, död den 6 oktober 1918 i Maria Magdalena församling i Stockholm, var en svensk författare, tidningsman och riksdagspolitiker.

## Biografi
Gustafsson var 1856–1861 biträde i en speceriaffär, 1862–1865 skådespelare och från 1865 journalist i Stockholm. 
År 1869 blev han redaktör och utgivare av den av honom själv grundade skämttidningen Kasper fram till 1910. Därutöver hade Gustafsson framgång som författare av fyra sagosamlingar (1874–1882), varav flera översattes till engelska, tyska, franska och ryska. Han skrev också noveller och dramatik, bland annat Ett bondbröllop (med musik av August Söderman).
Han satt som arbetarvänlig liberal i riksdagens andra kammare 1885–1887 och 1891–1892.